# Huarte

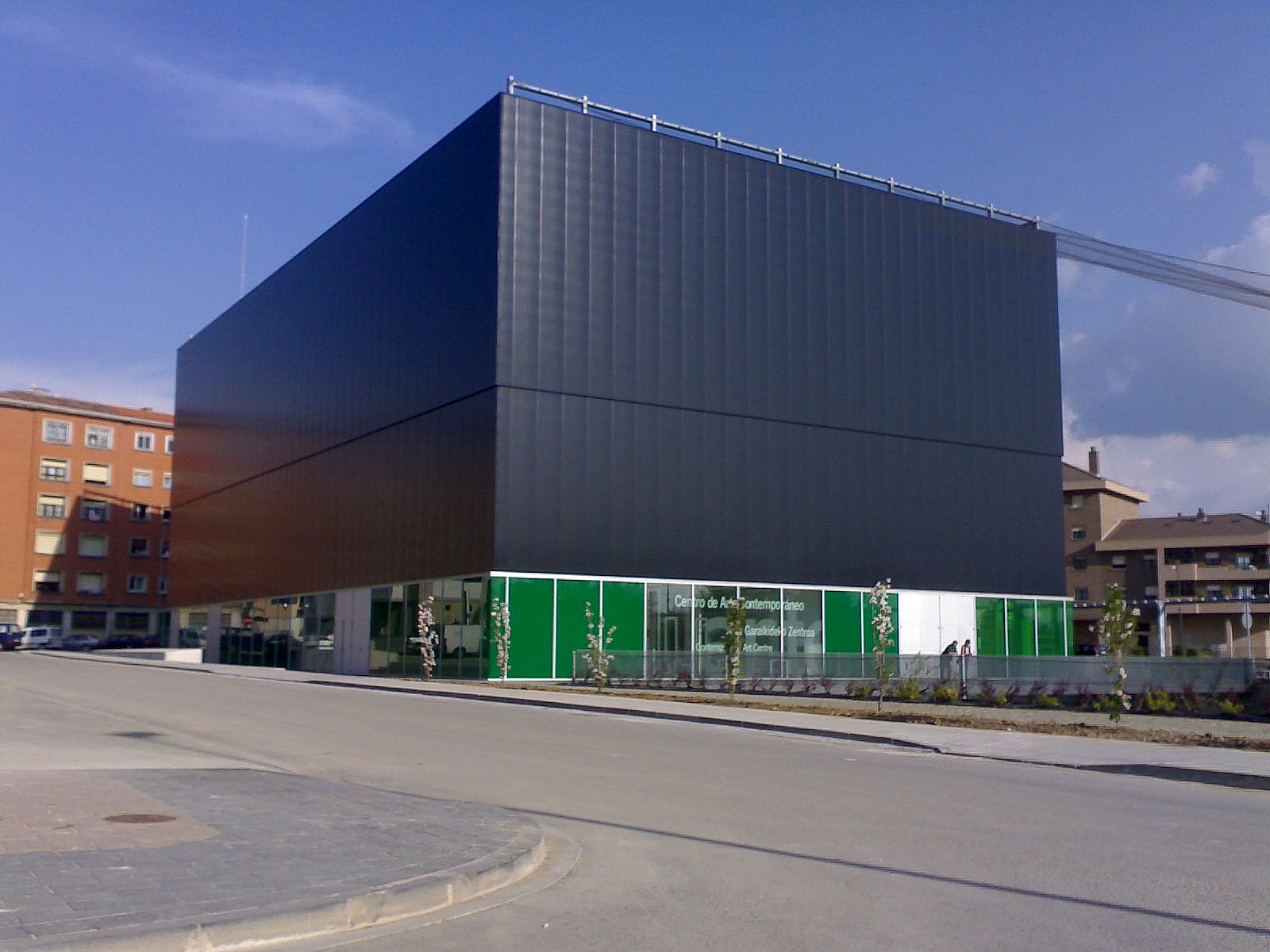
Centro de arte contemporáneo

Huarte (cooficialmente en euskera: Uharte) es un pueblo situado en la cuenca de Pamplona, en la merindad de Sangüesa, en el partido judicial de Aoiz y a 6,7  km de la capital de la comunidad, Pamplona, formando parte del área metropolitana de la misma. Su población en 2017 fue de 6917 habitantes (INE).

## Toponimia
El topónimo Huarte proviene de la expresión en lengua vasca ur arte (entre aguas). En euskera moderno existe la palabra uharte o ugarte con ese mismo origen etimológico. Su significado más habitual es el de isla, pero también puede significar entre aguas, entrambasaguas, lugar situado entre dos ríos confluentes.
La ubicación de la villa casa bastante bien con esta última definición. El municipio está regado por el río Arga, que entra en la cuenca de Pamplona por un paso muy cercano a Huarte. El río traza una curva que rodea el pueblo por este, sur y oeste. Además poco después de pasar por Huarte, el Arga se une al Ulzama cerrando el paso al pueblo completamente por el oeste. Se puede decir que el pueblo está literalmente rodeado de aguas, excepto por el norte, donde se encuentra otra barrera, la del cerro Miravalles; y además Huarte está entre dos diferentes confluencias de ríos.
El nombre del pueblo se ha escrito bajo diversas variantes a lo largo de la historia: Huarte, Huart, Hugarte, Huuart y Uugarte. En ocasiones ha venido acompañado de expresiones como cabe Pamplona, depres Vilaua o apres Bilaua, haciendo referencia a su cercanía a Pamplona o Villava, que servía para distinguir esta Huarte de las otras existentes en Navarra. (ver pueblos homónimos)
En el siglo XIX se estandarizó la forma Huarte, que llega hasta nuestros días como nombre formal de la localidad en castellano.
Uharte, el nombre en lengua vasca de la localidad, es una adaptación del topónimo a las normas ortográficas modernas del euskera. Se escribe igual que la palabra uharte (isla). En el dialecto altonavarro meridional, variedad propia de la cuenca de Pamplona, se conocía como Uerte.
En 1995 se adopta la actual denominación doble del municipio que es Huarte, en español, y Uharte en euskera.

### Pueblos homónimos
- Uhart-Mixe, Francia
- Uhart-Cize, Francia
- Huarte-Araquil, España

## Geografía

Ubicación de Huarte en Navarra y en la Cuenca de Pamplona

Huarte se sitúa en la parte noroeste de la cuenca de Pamplona la que a su vez se encuentra en el centro de la Comunidad Foral de Navarra. Su término municipal tiene una superficie de 3,7 km² y limita al norte con Esteríbar y Ezcabarte, al este y al sur con Valle de Egüés, y al oeste con Villava y Burlada.
El término municipal de Huarte se extiende en la cuenca de Pamplona, por lo que el terreno es ligeramente ondulado, excepto en la zona norte donde se levanta el cerro Miravalles. El río Arga que cruza el término municipal fertiliza las tierras de regadío existentes.

## Historia

### Edad Media
El año 1223, el obispo de Pamplona Don Remiro, entregó el pueblo y su castillo al rey Sancho el fuerte, 

por los muitos bienes et por muitas mercedes que ficiestes et que tenemos que faredes a la iglesia de Pamplona.

Carlos III de Navarra, en 1423, liberó a Huarte del pago de «ayudas y cuarteles», incluso para el casamiento de infantes o infantas, por haberle cedido un molino llamado Valuerrota o Balberrota, que anteriormente había pertenecido al obispo de Pamplona.
Durante guerra civil de Navarra, los habitantes del Palacio de Ezpeleta, según relata un documento fechado en 1462, muestran su fidelidad al Príncipe de Viana. De este palacio se conservan algunos restos en un paraje homónimo.

### Edad Moderna
La invasión castellana llevada a cabo en 1512 por las tropas de Fernando el Católico comandadas por el duque de Alba debió crear un escenario conflictivo en la villa. En 1513 Fernando el Católico mandó apagar un incendio que se había declarado en un molino situado en la vega de Huarte a causa de la guerra. También durante este episodio hay constancia de la presencia en la villa de los líderes agramonteses Juan de Jaso (primo de San Francisco Javier) y del Mariscal de Navarra.
En 1665 el rey Felipe IV concede a Huarte el título de «buena villa» tras haber contribuido con 16.000 reales al erario público. Esto suponía el derecho a tener asiento en las Cortes del Reino y ello provocó la protesta de las antiguas Buenas Villas de Navarra ante la cual los de Huarte se defendieron alegando ser ya de antiguo villa y que ya se habían celebrado sesiones de las Cortes en Huarte en el año 1090.
Esto también supuso la emancipación definitiva de Huarte del valle de Egüés. 
Durante el siglo XVIII se suceden varias guerras. 
En 1706 más de 1500 hombres del ejército toman alojamiento en la villa. Algunas acciones de estos como la tala de árboles, la siega de las cosechas y la destrucción de las haciendas, motivaron la protesta de sus vecinos al virrey. Cuatro años después Huarte es elegida como plaza de armas para concentrar a las tropas procedentes de varias localidades próximas.
En 1793, obedeciendo una orden emitida por la Diputación del Reino con motivo de la Guerra de la Convención, 80 vecinos de Huarte se dirigen a defender la frontera de las tropas francesas. Sin embargo, estas consiguieron llegar hasta la misma villa y destruyeron la ermita de San Miguel.

### Edad Contemporánea
Durante la Guerra de la Independencia, Huarte contaba con 3 hospitales militares los cuales tenían una capacidad de 800 a 1000 hombres. En este periodo fue así mismo un escenario de constantes luchas entre la guerrilla y las tropas francesas. En 1810 el guerrillero roncalés Cruchaga, atacó al destacamento francés de Huarte por petición de sus habitantes.
A partir de la segunda mitad del siglo XX se ha ido cambiando su perfil agrícola por un perfil industrial paralelamente al resto de las localidades de la Cuenca de Pamplona. Dentro del municipio se han asentado varias industrias y muchas de las familias que viven en Huarte trabajan en Pamplona, aumentando la vinculación entre ambas.

## Demografía
Huarte cuenta con una población de 7737 habitantes (INE 2024).
| Gráfica de evolución demográfica de Huarte / Uharte entre 1842 y 2021 |
| |
| Población de derecho según los censos de población del INE Población de hecho según los censos de población del INEEn estos censos se denominaba Huarte: 1842, 1857, 1860, 1877, 1887, 1897, 1900, 1910, 1920, 1930, 1940, 1950, 1960, 1970, 1981 y 1991 |

Huarte ocupa el 20.º puesto como municipio de mayor población de Navarra, con una población de 6917 habitantes en 2017.
Pirámide de población
Los datos de la pirámide de población de 2009 se pueden resumir así:
- La población menor de 20 años es el 23,93 % del total.
- La comprendida entre 20-40 años es el 37,28 %.
- La comprendida entre 40-60 años es el 24,05 %.
- La mayor de 60 años es el 14,73 %.

Esta estructura de la población es típica del régimen demográfico moderno, con una evolución hacia el envejecimiento de la población y la disminución de la natalidad anual, aunque en los últimos años se ha rejuvenecido algo, debido al establecimiento de población más joven en las nuevas urbanizaciones que ha traído consigo el aumentado la tasa de natalidad.

### Población extranjera
Entre 2001 y 2008, el repunte demográfico y la inmigración elevó el porcentaje de población de nacionalidad extranjera hasta el 7,14% del total de habitantes (418 personas), valor situado en la media nacional. Las nacionalidades con mayor número de residentes son la colombiana (54 personas), la ecuatoriana (47 personas), y la peruana (40 personas).

### Transportes y comunicaciones

#### Red viaria
Situado en la confluencia de la Ronda Este de la Circunvalación de Pamplona y de la comarcal NA-150 Pamplona-Aoiz-Lumbier.
ç

#### Transporte urbano
| Eskualdeko Hiri Garraioa/Transporte Urbano Comarcal |                                        |                                                    |
| Inicio                                              | Línea                                  | Fin                                                |
| Barañáin                                            | 4                                      | Atarrabia/Villava - Uharte/Huarte - Arre - Orikain |
| Kordobila/Cordovilla                                | 23                                     | Olloki                                             |
| Nafarroako Gorteak/Cortes de Navarra                | N5                                     | Uharte/Huarte - Gorraitz                           |
| Taxi Iruñerria                                      |                                        |                                                    |
| Zona                                                | A                                      | A                                                  |
| Estaciones                                          | Zubiarte kalea, 23/Calle Zubiarte nº23 | Zubiarte kalea, 23/Calle Zubiarte nº23             |

## Administración y política

### Gobierno municipal
La administración política de la localidad se realiza a través de un Ayuntamiento de gestión democrática cuyos componentes se eligen cada cuatro años por sufragio universal en elecciones municipales. El censo electoral está compuesto por todos los residentes empadronados en ella mayores de 18 años con nacionalidad española o de cualquier país miembro de la Unión Europea, según lo dispuesto en la Ley del Régimen Electoral General, el ayuntamiento de Huarte está formada por 13 concejales desde las elecciones de 2011, las primeras después de que el municipio de Huarte superase la barrera de los 5000 habitantes y, en consecuencia, le correspondiese elegir 13 y no 11 concejales.
Elecciones municipales de 2015
En las elecciones municipales de 2015 EH Bildu consigue el 29,41 % de los votos y 5 concejales seguido del Grupo Independiente de Huarte (GIH) que logra el 29,23 % de los votos y 4 concejales, y de Geroa Bai (GBai) que obtiene 2 concejales con el 17,25 % de los votos. Las otras formaciones que obtuvieron representación en el ayuntamiento logrando cada una de ellas un concejal fueron: Cambiando Huarte/Uharte Aldatuz (CH-UA) con el 8,07 % y el Partido Popular (PP) con el 6,84 %.
| Periodo   | Nombre                             | Partido | Partido                                     |
| --------- | ---------------------------------- | ------- | ------------------------------------------- |
| 1979-1983 | José Luis Pérez Eslava             |         | Agrupación de Electores (AE)                |
| 1983-1987 | Miguel Raya de la Rubia            |         | Independiente                               |
| 1987-1991 | Enrique Jesús Nosti Izquierdo      |         | Agrupación Electoral Tondoa                 |
| 1991-1995 | Ignacio Ibiricu López              |         | Eusko Alkartasuna (EA)                      |
| 1995-2003 | José Iriguibel López               |         | Convergencia de Demócratas de Navarra (CDN) |
| 2003-2004 | José Iriguibel López               |         | Grupo Independiente Huarte (GIH)            |
| 2004-2007 | Amparo Miqueleiz Arrarás           |         | Grupo Independiente Huarte (GIH)            |
| 2007-2011 | Francisco Javier Basterra Basterra |         | Nafarroa Bai (NaBai)                        |
| 2011-2015 | Iñaki Crespo San José              |         | Grupo Independiente Huarte (GIH)            |
| 2015-2019 | Alfredo Javier Arruiz Sotés        |         | Euskal Herria Bildu (EH Bildu)              |
| 2019-2019 | Amparo López Antero                |         | Partido Socialista de Navarra (PSN-PSOE)    |
| 2019-act. | Alfredo Javier Arruiz Sotés        |         | Euskal Herria Bildu (EH Bildu)              |

| Partido político | Partido político                                            | 2023  | 2023       | 2019               | 2019               | 2015  | 2015       | 2011  | 2011       | 2007  | 2007       |
| Partido político | Partido político                                            | %     | Concejales | %                  | Concejales         | %     | Concejales | %     | Concejales | %     | Concejales |
|                  | Euskal Herria Bildu (EH Bildu)-Bildu                        | 36,83 | 5          | 37,49              | 5                  | 29,41 | 5          | 25,46 | 4          | —     | —          |
|                  | Geroa Bai (GBai)-Nafarroa Bai (NaBai)                       | 23,26 | 3          | 11,17              | 1                  | 17,25 | 2          | 7,87  | 1          | 16,61 | 2          |
|                  | Unión del Pueblo Navarro (UPN)                              | 19,63 | 3          | Navarra Suma (NA+) | Navarra Suma (NA+) | —     | —          | —     | —          | —     | —          |
|                  | Partido Socialista de Navarra (PSN-PSOE)                    | 10,40 | 1          | 8,22               | 1                  | 5,88  | 0          | 5,64  | 1          | 6,96  | 0          |
|                  | Partido Popular (PP)                                        | 7,25  | 1          | Navarra Suma (NA+) | Navarra Suma (NA+) | 6,84  | 1          | 9,89  | 1          | —     | —          |
|                  | Grupo Independiente Huarte (GIH)                            | —     | —          | 25,25              | 4                  | 29,23 | 4          | 31,41 | 5          | 35,3  | 4          |
|                  | Navarra Suma (NA+)                                          | —     | —          | 12,81              | 2                  | —     | —          | —     | —          | —     | —          |
|                  | Cambiando Huarte-Uharte Aldatuz                             | —     | —          | 3,47               | 0                  | 8,07  | 1          | —     | —          | —     | —          |
|                  | Agrupación Oihana Elkartaldea                               | —     | —          | —                  | —                  | —     | —          | 11,02 | 1          | —     | —          |
|                  | Zubiarte Iniciativa Popular (ZIP)                           | —     | —          | —                  | —                  | —     | —          | —     | —          | 24,54 | 3          |
|                  | Eusko Abertzale Ekintza-Acción Nacionalista Vasca (EAE-ANV) | —     | —          | —                  | —                  | —     | —          | —     | —          | 14,13 | 2          |

Presupuesto municipal
Para 2011 la corporación aprobó un presupuesto municipal de 8.698.511 euros, de los que 2,2 millones se destinarán a la finalización de las obras del polígono industrial de Olloqui. En 2008 dicho presupuesto llegó a los 11.626.915 euros siendo 3,3 millones la inversión en el citado polígono Olloqui.[cita requerida]
Tras las elecciones municipales de 2019 la candidata del PSN-PSOE Amparo López Antero fue elegida alcaldesa con los votos de PSN, GIH y Navarra Suma, a pesar de que el PSN sólo había obtenido un concejal en los comicios. Sin embargo, apenas un mes después de ser elegida alcaldesa, Amparo López renunció a la alcaldía para ser nombrada como alto cargo en el Gobierno de Navarra presidido por María Chivite. Celebrada nueva votación para elegir alcalde el 27 de agosto de 2019 el PSN se negó a cubrir la baja de su concejal, ausentándose del pleno municipal, ocasionando con ello que se produjera un empate en la votación para elegir alcalde. El candidato de EH Bildu, Alfredo Javier Arruir, obtuvo 6 votos (5 de EH Bildu y 1 de Geroa Bai) y el candidato de GIH, Iñaki Crespo, obtuvo otros 6 votos (4 de GIH y 2 de Navarra Suma). En consecuencia fue elegido alcalde el candidato de EH Bildu como cabeza de la lista más votada.

### Evolución de la deuda viva municipal
El concepto de deuda viva contempla solo las deudas con cajas y bancos relativas a créditos financieros, valores de renta fija y préstamos o créditos transferidos a terceros, excluyéndose, por tanto, la deuda comercial. La deuda viva municipal por habitante en 2014 ascendía a 0 €.
| Gráfica de evolución de la deuda viva del Ayuntamiento entre 2008 y 2023                         |
|                                                                                                  |
| Deuda viva del Ayuntamiento de Huarte, en miles de euros, según datos del Ministerio de Hacienda |

### Justicia
Huarte pertenece al partido judicial número 2 de la Comunidad Foral de Navarra con sede en Aoiz y cuenta con un juzgado de primera instancia e instrucción.
Presente en la localidad hay un juez de paz, que desarrolla las competencias propias de esta figura jurídica, principalmente la tramitación de diligencias y notificaciones ordenadas por órganos judiciales superiores.

## Monumentos y lugares de interés
- Iglesia de San Esteban
- Iglesia de San Juan Evangelista: Es la iglesia parroquial de la villa. Fue iniciada su construcción en el siglo XII, con muchas reformas. El retablo mayor, de escultura y pintura fue contratado por Juan de Bustamante, pintor estellés que trabajó en él hacia 1534-1536, aunque en el siglo siglo XVIII sufrió transformaciones para colocar en su hueco central un sagrario y la venerada imagen de la Virgen gótica, de finales del siglo XV, perdiéndose con la transformación las tablas pintura del segundo cuerpo.[21]
- Ayuntamiento: realizado por Urmeneta en 1978, su altura supera por un poco a la de las torres de los templos significando la superioridad del poder municipal frente al poder religioso.

## Cultura
- Fiestas de la hermandad: El sábado anterior al tercer lunes de septiembre, tienen lugar las Fiestas de la Hermandad.
- San Juan evangelista: El día 27 de diciembre es el Patrón de la Villa (San Juan Evangelista)
- Uharteko eguna: El último domingo de junio se celebra el Uharteko Eguna - Euskararen Eguna.

### Eventos culturales
- Cantamañanas Urban Art Festival: El primer fin de semana de septiembre, desde 2003 se viene llevando a cabo este festival de grafiti y arte urbano de prestigio internacional, ininterrumpidamente. Inundando las fachadas y calles del pueblo con obras de artes creadas durante una semana por artistas de renombre europeo, también se organizan exposiciones de arte y talleres infantiles en la Casa de la Juventud, Casa de Cultura y Centro de Arte contemporáneo (www.cantamananas.org)

### Deporte
El Club Deportivo Huarte, club de fútbol fundado en 1975 y cuyo primer equipo participa en el grupo XV de la Tercera División de España, además tener varios equipos en el fútbol base como el grandioso segunda juvenil compuesto por honorables jugadores. Sus encuentros se disputan en el campo de fútbol "Areta" desde la temporada 2008/2009 cuando se remodeló el campo de arena a hierba artificial, abandonando el campo de césped de Ugarrandía.
Desde 2014, la localidad cuenta con el Club Hielo Huarte, un club formado para potenciar los deportes de hockey sobre hielo y patinaje artístico aprovechando al pista de hielo permanente ubicada en el municipio.

## Personajes ilustres
- Ambrosio Huici Miranda (1880-1973): jesuita e historiador
- Patxi Puñal (1975): futbolista del Club Atlético Osasuna

## Localidades hermanadas
- Nogaro, Francia